# يوحنا الخامس باليولوج
يوحنا الخامس باليولوج (1332 - 1391)، إمبراطور بيزنطي حكم من 1341م حتى وفاته سنة 1376م.

## حياته
وُلد يوحنا الخامس في 18 يونيه سنة 1332م وهو الابن الثاني للإمبرطور أندرونيكوس الثالث من زوجته آنا دي سافوي، وقد خلف والده على عرش القسطنطينية سنة 1341م وهو طفل في الثامنة، فتولى الوصاية على العرش يوحنا السادس قانتاقوزن الذي حاول أن يستغل صغر سن الإمبراطور في استخلاص العرش لنفسه، فتمرد ونادى بنفسه إمبراطورا في تراقيا، بينما ظل الإمبراطور وأنصاره في القسطنطينية. ناصر الإمبراطور الصغير في ذلك الصراع أمه آنا دي سافوي والتي شكت في إخلاص يوحنا منذ البداية، وناصره أيضا يوحنا الرابع عشر بطريرك القسطنطينية، وفي سنة 1353م أصبح يوحنا الخامس الإمبراطور الأوحد للدولة.

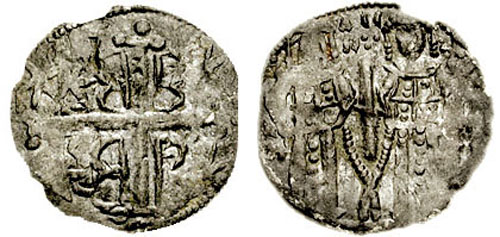
عملة نقدية تظهر يوحنا الخامس باليولوج بجوار يوحنا السادس قانتاقوزن

## حكمه
اتّسم الحُكم الطويل ليوحنا الخامس بانحلال قوة الإمبراطورية تدريجيا، ففي عهده فتح سليمان باشا نجل السلطان العثماني أورخان غازي مدينة أدرنة ومدينة فيلپوپوليس وقام بتحصيل الجزية السنوية من الإمبراطور، كما استولى العثمانيون أيضا على جاليبولي مهددين القسطنطينية عاصمة البيزنطيين.

## الاستنجاد بالغرب
أحس الإمبراطور بضعف موقفه العسكري وخطورة الموقف الذي ينذر بسقوط الإمبراطورية بأكملها، فاستنجد بالغرب الأوروبي طالبا الدعم العسكري وأقترح أن ينهي القطيعة الدينية بين الكنيسة الأرثوذكسية والكنيسة الكاثوليكية بقبوله تبعية الكنيسة الأرثوذكسية لروما.
في سنة 1365م دعا البابا لحملة صليبية لم يستجب لها غير بطرس الأول ملك قبرص وكان من المفترض أن تتجه الحملة لمحاربة العثمانيين لكنها غيرت مسارها نحو مصر حيث هاجمت الإسكندرية ثم رجعت إلى قبرص مثقلة بالغنائم، أصيب يوحنا بخيبة الأمل حيث كان يعقد الكثير على تلك الحملة والتي كان يحسبها ستنقذ الدولة من خطر العثمانيين فإذا هي تتجه إلى مصر، لكنه لم ييأس فسافر إلى المجر حيث وصل بودا سنة 1366م وبحث مع ملكها لودويج إمكانية مساعدة بيزنطة عسكريا إلا أن الأخير لم يبد اهتماما كبيرا بهذا الشأن.
وفي سنة 1376م أعترف يوحنا بسلطة السلطان العثماني مراد الأول على الإمبراطورية، وقد ساعده السلطان لاحقا في سنة 1376م في استعادته لعرشه الذي سلبه إياه ولده أندرونيكوس الرابع باليولوج وقد كانت تلك المرة الثانية التي يُخلع فيها يوحنا من عرشه، وقد خُلع للمرة الثالثة والأخيرة من قبل حفيده يوحنا السابع باليولوج لكنه استرد عرشه سريعا.

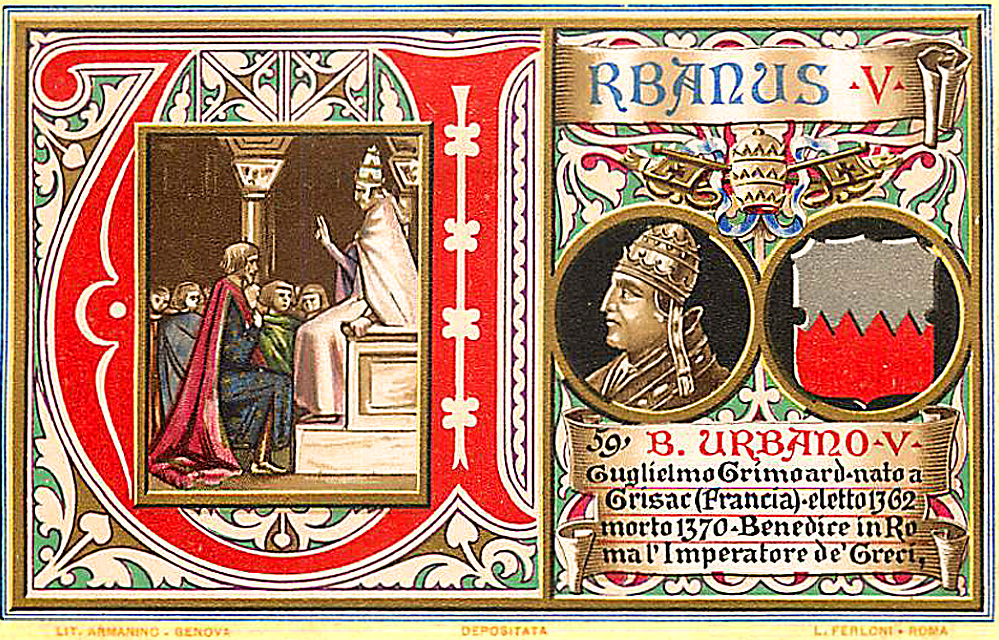
البابا أوربان الخامس يستقبل الإمبراطور يوحنا الخامس باليولوج خلال رحلته إلى الغرب

## وفاته
قبيل وفاته بوقتا قصير أمر الإمبراطور بترميم أسوار القسطنطينية وتقويتها واستخدم رخام الكنائس المتداعية والآيلة للسقوط في أعمال البناء والترميم، أثارت تلك الترميمات حفيظة السلطان بايزيد الأول فهدد الإمبراطور بالحرب إن لم يقم بهدم تلك التحصينات المستحدثة كما هدده أيضا بسمل عيني ولده -مانويل الثاني- لم يجد الإمبراطور بدا إلا الاستجابة لطلب السلطان، وقد قيل أنه تأذى كثيرا من الذل والهوان الذي صارت إليه دولته فعجل ذلك بموته، إلا أن أغلب المؤرخين يذكرون أنه توفي نتيجة صدمة عصبية وذلك في السادس عشر من فبراير سنة 1391م.